# Dominique Nicolas
Pour les articles homonymes, voir Nicolas.
Dominique Nicolas est un musicien et un compositeur français, né le 5 juillet 1958 à Paris, dans le 14e arrondissement (France). Il est connu pour avoir été le cofondateur en 1982 du groupe Indochine, Il fut le tout premier guitariste et le principal compositeur du groupe jusqu'en 1994 où il quitta définitivement le groupe. Il a ainsi écrit la musique de chansons considérées comme des standards, comme L'Aventurier, 3e sexe, Trois nuits par semaine, Tes yeux noirs, Canary Bay, etc.
Ayant depuis tourné la page de ses années avec Indochine, il a sorti le 25 mai 2015 son premier album solo intitulé La Beauté de l'idée sous le nom de scène Dominik Nicolas.
Son tout premier clip, Underground, réalisé par Peggy m. et Scarlett Owls, est sorti le 25 novembre 2014.

## Biographie

### Début de carrière
Bien que ses origines soient dans l'Indre (36), plus précisément à Chassignolles et à La Châtre, Dominique vit son enfance à proximité de la capitale. Étudiant, sa première passion pour le sport moto, qu’il pratique assidûment en compétition. En 1978, Dominique s’intéresse également à la musique, notamment à la culture rock, et il squatte le Gibus Club et Le Rose Bonbon. Conquis, il investit dans l'achat d'une guitare, un ampli, une boite à rythmes, puis enregistre ses premières maquettes. À la même époque, il sympathise avec un autre habitué du Gibus, Nicola Sirkis. Ils formeront tous les deux, et avec quelques autres musiciens, le groupe Les Espions.

### Indochine
Le 10 mai 1981, Nicola Sirkis et Dominique Nicolas fondent le groupe Indochine. Il ne leur faudra que quelques mois pour composer leurs premiers morceaux.
Dominique en est le guitariste et le principal compositeur. En 1982, Indochine assure la première partie de Depeche Mode et très vite tubes et albums s'enchaînent : L'Aventurier (1982), Le Péril jaune (1983), 3 (1985), Indochine au Zénith (1986), 7000 danses (1987), Le Baiser (1990), Le Birthday Album (1991), Un jour dans notre vie (1993), Radio Indochine (1994).
À la suite de divergences de points de vue et de tensions avec l'un de ses acolytes (Nicola Sirkis), Dominique quitte le groupe en 1994.

### Après Indochine
Après avoir quitté Indochine, Dominique a continué à travailler dans la musique et l'image (musiques de publicité, documentaires, projets personnels).
Passionné par la pêche à la mouche, il a participé à deux émissions de Histoires naturelles en 1988 et 2004, et a réalisé pour la chaîne thématique Seasons plusieurs documentaires sur ce sujet, de 2002 à 2004 (dont Les carnets d’un moucheur sorti en VHS et DVD).

### Collaborations
- En 1986 et 1987, pour l’album Imposture de la chanteuse Bibi Flash, il a composé les musiques des titres suivants : Voyage, Tous les mêmes, Fête sauvage, Kin'Chicago.
- En 1989, sur un maxi 2 titres, il a travaillé avec Susan George B. sur une reprise de These Boots are made for walking et compose Mortal Flesh Desire.
- Toujours en 1989, il collabore avec Arielle et a participé à la composition et joué sur le titre Sainte Thérèse d'Avila du Single et Maxi d'Arielle.
- En 2013, il a participé à la réalisation du EP (éponyme) de Noël Matteï (sorti le 6 mai 2013) avec le titre Amants Secrets sur lequel il a joué tous les instruments (guitares, claviers, synthés, programmations).
- Sur l'album Tribute to Daniel Darc & Taxi Girl (sorti le 8 novembre 2013) (Unknown Pleasures Records), il collabore avec Noël Matteï sur une reprise du titre Les Armées de la nuit.
- En 2015, il signe un des remix du titre-phare du deuxième EP de Noël Matteï intitulé À part, sorti le 12 avril 2015.

### En solo:La Beauté de l'idée2015
Un album solo intitulé La Beauté de l'idée, dans un style pop/rock/twang, sort le 25 mai 2015.
La réalisation de l'album est née tout d'abord, de sa rencontre avec Noël Matteï, en 2010. Les deux musiciens apprennent à se connaitre et très vite des affinités se nouent tant artistiquement qu'humainement. Ils décident de travailler ensemble pour l'album. Dominique compose et joue tous les instruments tandis que Noël Matteï écrit les textes qui abordent des thèmes tels que la liberté, l’évasion, les secrets, l’amour, les illusions et désillusions. « Il raconte ma vie en quelque sorte » déclarera Dominique.
Son tout premier clip Underground extrait de son futur album, est mis en ligne depuis le 18 novembre 2014. Il a été réalisé par Peggy.m et Scarlett Owls. Il est disponible sur les plateformes de téléchargement légal depuis le 25 novembre 2014.

## Discographie

### Avec Indochine
- Albums studio : 
  - L'Aventurier (1982)
  - Le Péril jaune (1983)
  - 3 (1985)
  - 7000 danses (1987)
  - Le Baiser (1990)
  - Un jour dans notre vie (1993).
- Albums live :
  - Indochine au Zénith (1986)
  - Radio Indochine (1994).
- Compilation : 
  - Le Birthday Album (1981 - 1991).
- Vidéographie : 
  - Indochine au Zénith (1986)
  - Indochine Tour 88 (1988)
  - Le Birthday Album (compilation des clips) (1981 - 1991).

### Avec Bibi Flash
- 1987 : Imposture

### Avec Susan George B
- 1989 : Maxi 2 titres, These Boots are made for walking/ Mortal Flesh Desire.

### Avec Arielle
- 1989 : Single/ Maxi Sainte Thérèse d'Avila

### Avec Noël Matteï
- 2013 : EP (éponyme)
- 2015 : EP À part

### Sur un album en hommage à Daniel Darc
- 2013 : Tribute to Daniel Darc & Taxi Girl

### En solo
- 2015 : La Beauté de l'idée

## Vidéographie
- 2004 : pour la chaîne thématique Seasons Dominique Nicolas participe au documentaire Les carnets d’un moucheur réalisé par Frédéric Serre (sorti en VHS et DVD).
- 2014 : pour le clip Dominik Nicolas Underground réalisé par Peggy.m & Scarlett Owls.

## Œuvres
- De Indochine à La Beauté de l'idée, Paris : D. Carpentier, 2015 (avec la participation de Sébastien Bataille)  (ISBN 978-2-84167-985-0)

## Matériel utilisé
Sa façon de composer reste la même qu’à ses débuts, son style musical évolue au fil des ans, tout en gardant sa touche personnelle. Dominique compose d'abord à la guitare, trouve une idée, une mélodie et une ambiance, qu'il note sur un enregistreur, puis il en fait une version aboutie avec des arrangements. Il part de sa démo, qu'il produit au fur et à mesure, en y ajoutant des couches d’instruments. Beaucoup de ses guitares démos restent ainsi à la fin et ne sont pas rejouées sur le morceau définitif. Dominique travaille ses sons de guitares avec des effets basiques tels que flanger / delay / compression. Ses guitares sont souvent enregistrées en D.I et aussi "réampées" si nécessaire (la piste de guitare déjà enregistrée est injectée dans un amplificateur).
Pour son son de guitare sur des titres comme L’Aventurier ou Miss Paramount, il utilise un flanger et une chambre d’écho à bande, le tout en D.I.
Il faut le bon dosage d’effet, et se servir du vibrato de la guitare.
C'est un adepte du son clean. On a souvent comparé ce son à celui des Shadows (Dominique a également expliqué à la télévision avoir eu l'habitude d'accorder sa guitare au son d'Apache, en La). Ses amplis favoris sont des Fender Twin Reverb / Princeton / Champ.

### Guitares électriques
Pour son premier concert au Rose Bonbon en 1981, Dominique utilise une Rickenbacker, mais la guitare la plus utilisée dans la période Indochine, sera une Fender Mustang Competition 1974. Dominique semble avoir une nette préférence pour le son des Fender, et il en utilise plusieurs, dont une Jazzmaster de 1959, une Telecaster 1960, et une Stratocaster Road Worn 60 OWT.
- 1974 Fender Mustang Competition
- 1959 Fender Jazzmaster
- Fender Telecaster 60
- Fender Stratocaster Road 60 OWT

### Guitare acoustique
- Blueridge BG40

### Guitares basses
- Fender Jazz Bass
- Gibson eb2 Basse

### Synthétiseurs
- CLAVIA nord lead
- Korg MS20 mini
- Moog Memorymoog
- Roland Jupiter 8

### Boites à rythmes
- ARTURIA Spark LE
- Korg KR55
- ELEKTRON MachineDrum
- ELEKTRON MonoMachine